# Residência Vicente de Azevedo
A Residência Vicente de Azevedo é um casarão construído em 1911 e faz parte das primeiras casas residenciais construídas na região do bairro Cerqueira César (antiga região Vila América), na cidade de São Paulo. É um patrimônio histórico tombado pelo Conselho Municipal de Preservação do Patrimônio Histórico, Cultural e Ambiental da Cidade de São Paulo (CONPRESP), na data de 6 de junho de 2012, sob o processo de nº 02/12.
Atualmente de propriedade da Stan Desenvolvimento Imobiliário, o casarão abriga um restaurante desde 2019.

## História
Entre os anos de 1911 e 1912, o casarão foi construído para ser residência do Francisco de Paula Vicente de Azevedo e sua esposa Cecília Galvão. O terreno pertencia a Família Correa Galvão.
Em 2008, o imóvel passou a ser de propriedade da Construtora Stan, que restaurou o imóvel, preservando suas características arquitetônicas.

## Arquitetura
A edificação de arquitetura eclética, foi construída com dois pavimento. A sua fachada apresentam adornos com medalhões e colunas em estilo jônicas.